# Silla de ternera Orloff

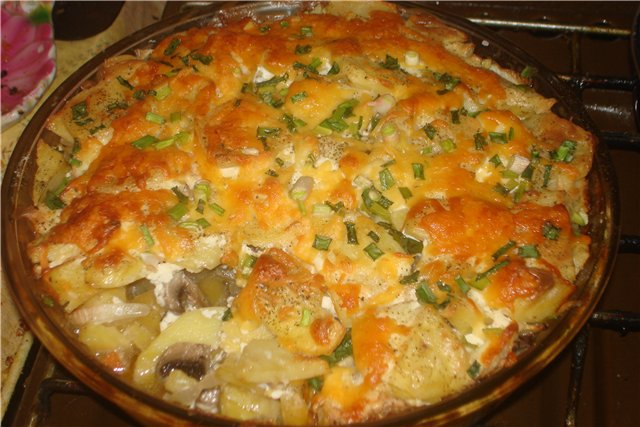
Preparación moderna rusa conocida como "carne a la francesa".

La Silla de ternera Orloff (denominación original Veau orlov y en su denominación más larga como Silla de ternera del príncipe Orloff)  es un plato cárnico francés muy popular entre la realeza europea del siglo XIX. El nombre se debe a la preparación que realizó el cocinero francés Urbain Dubois al militar ruso y diplomático Alekséi Fiodorovich Orlov en Francia (perteneciente a la familia de diplomáticos Orlov) y amante de Catalina "La Grande". En ruso se la conoce como Мясо по-французски (carne a la francesa), Мясо по-капитански (carne a la capitán), Дипломат (diplomática), По-домашнему (casera), o Сюрприз, (sorpresa).
El plato consiste en una preparación de filetes braseados de lomo de ternera (la "silla" de ternera, que es el costillar con el lomo en su conjunto), finamente cortados, apilados y entre ellos setas y cebollas. Se sirve con una salsa Mornay (una salsa Bechamel mezclado con queso fundido). Es uno de los platos clásicos del restaurante madrileño centenario Lhardy. En la serie de TV titulada: The Mary Tyler Moore Show aparece frecuentemente en el capítulo titulado: The Dinner Party de la cuarta temporada.

## Características
El plato se sirve de tal forma que sea la pieza central de un menú, que suele verse precedido de verduras como corazones de alcachofas o unas puntas de espárragos. El plato se sirve tradicionalmente con patatas Dauphinoise. El elemento cárnico de esta receta es un corte de carne en la ternera denominado silla de ternera. 